# Norgesmesterskabet i boksning 1915
Norgesmesterskabet i boksning 1915 blev arrangeret af Sportsklubben Brage
11-12. december i Cirkus, Trondhjem.
Der var tilmeldt 21 deltagere, 11 fra Kristiania, 4 fra Bergen og 6 fra Trondhjem. To af de tilmeldte mødte ikke op, bl.a. Brauer fra Kristiania. 3 deltog i bantamvægt, 4 i fjervægt, 5 i letvægt, 3 i mellemvægt 
og 4 i sværvægt.

## Medaljevindere

### Herrer
Kongepokalen var sat op i letvægt og vundet af Edvard Andersen. Trondhjems kommunes præmie blev vundet ad Johan Johansen. A. F. Valbys pokal for stiligste bokser blev vundet af Georg Antonius Brustad.
| Vægtklasse:  | Guld:                      | Sølv:                           | Bronze:                |
| Bantam       | Thorleif Torgersen, Ørnulf | Ragnvald Olsen, Bjørgvin        | W. Sæther, Brage       |
| Fjervægt     | Conrad Christensen, Ørnulf | Thorleif Julius Brustad, Turnf. | Leif Lillemoen, Tjalve |
| Letvægt      | Edvard Andersen, Ørnulf    | C. Paulsen, Ørnulf              | Olaf Clausen, BAK      |
| Mellemvægt A | Einar Cook, BAK            | Georg Antonius Brustad, Turnf.  | G. Svendsen, Brage     |
| Mellemvægt B | Ingen deltagelse           |                                 |                        |
| Sværvægt     | Johan Johansen, Ørnulf     | Arnold Jensen, BAK              | R. Magnell, Ørnulf     |